# Geno P'et'riashvili
Geno P'et'riashvili (in georgiano გენო პეტრიაშვილი?; Gori, 1º aprile 1994) è un lottatore georgiano, specializzato nella lotta libera.

## Biografia
Ha rappresentato la Georgia a due edizioni dei Giochi olimpici, vincendo il
bronzo nel torneo dei 125 kg a :Rio de Janeiro 2016 e l'argento a Tokyo 2020 argento nella stessa categoria di peso. 
È stato campione iridato per quattro edizioni consecutive, vincendo a Parigi 2017, Budapest 2018, Nur-Sultan 2019 e Oslo 2021. Ai mondiali di Budapest 2013 e Las Vegas 2015 è salito sul gradino più basso del podio.
Ha difeso i colori della Georgia ai Giochi olimpici giovanili di Singapore 2010, classificandosi quarto nella categoria fino a 100 kg.

## Palmarès
- Giochi olimpici

Rio de Janeiro 2016: bronzo nei 125 kg.
Tokyo 2020: argento nei 125 kg.
- Mondiali

Budapest 2013: bronzo nei 120 kg.
Las Vegas 2015: bronzo nei 125 kg.
Parigi 2017: oro nei 125 kg.
Budapest 2018: oro nei 125 kg.
Nur-Sultan 2019: oro nei 125 kg.
Oslo 2021: argento nei 125 kg.
Belgrado 2022: bronzo nei 125 kg.
Belgrado 2023: argento nei 125 kg.
- Europei

Tbilisi 2013: bronzo nei 120 kg.
Riga 2016: oro nei 125 kg.
Novi Sad 2017: bronzo nei 125 kg.
Kaspijsk 2018: argento nei 125 kg.
Bucarest 2019: argento nei 125 kg.
Roma 2020: oro nei 125 kg.
Varsavia 2021: bronzo nei 125 kg.
Budapest 2022: argento nei 125 kg,
Zagabria 2023: argento nei 125 kg.
- Giochi europei

Baku 2015: bronzo nei 125 kg.